# 이영희 막달레나
이영희(李英喜, 1809년 ~ 1839년 7월 20일)는 조선의 천주교 박해 때에 순교한 한국 천주교의 103위 성인 중에 한 사람이다. 세례명은 막달레나(Magdalena)이다.

## 생애
이영희는 한 가난한 양반 집안에서 태어났다. 그녀의 어머니 허계임 막달레나와 언니 이정희 바르바라 그리고 고모 이매임 테레사는 모두 독실한 천주교 신자였다. 그러나 그녀의 아버지는 천주교를 혐오하는 완고한 이교도였기 때문에, 그들은 몰래 신앙 생활을 했다. 그녀의 아버지는 그녀를 한 이교도와 결혼시키려 했지만, 그녀는 동정을 지키며 살기를 원했으므로, 그의 제안을 거절하였고, 가출을 결심하였다.
어느날 그녀는 그녀의 집에서 일하는 한 천주교 신자인 어린 하녀에게 말하였다. "나는 여기서부터 한양까지 30리라 들었는데, 길을 모른다. 내 아버지께서 내일 서울로 가신다. 너는 그분을 따라가며 흔적을 남겨라. 나는 그것을 보고 너를 따라가겠다."
그날 밤에, 그녀는 헌옷을 입고 입던 옷을 챙겨서 밖으로 나왔다. 그녀는 집 근처의 숲속으로 들어가 자신의 살을 베어 나오는 피를 땅과 옷에 잔뜩 뭍히고는 그 옷을 찢어 길에 뿌려놓았다. 다음 날 아침 일찍 그녀의 아버지가 한양으로 떠났고, 그 하녀와 이영희는 그를 따라갔다. 그녀는 고모 이매임을 찾아갔다. 그녀의 남루한 행색을 보고 놀란 고모에게 그녀는 자초지종을 설명하였다.
그동안, 고향에서는 그녀의 온가족이 실종된 그녀를 찾느라 분주했다. 그녀의 어머니는 매우 슬퍼했다. 이영희의 삼촌 중 한 사람이 숲속으로 들어가 길에 뿌려진 핏자국과 피로 얼룩져 갈기갈기 찢어진 그녀의 옷을 발견하였다. 그는 서둘러 한양으로 올라가 누이 이매임과 함께 있는 그녀의 아버지에게 그녀가 호랑이에게 잡아 먹혔다고 말했다. 이영희의 아버지는 그 소리를 듣고는 실신하였다. 그 일의 실제를 알고 있는 사람은 고모 이매임 뿐이었다. 이영희의 아버지는 몇 명의 사냥꾼을 고용해 그 호랑이를 잡으라 하였다. 3개월이 지나서, 그녀의 어머니는 자초지종을 알게 되었고 더 이상 슬퍼하지 않았다. 이영희의 아버지가 부인에게 물었다. "당신은 이제 덜 슬퍼하는군요. 나에게 자초치종을 말해보시오. 나는 그 애의 뜻에 반대하지 않겠다고 약속합니다." 그녀의 어머니는 남편에게 자초지종을 말했다. 그는 황급히 한양으로 올라가 이매임의 집에서 멀쩡히 살아 있는 딸을 보고는 매우 기뻐했다. 그는 딸에게 결혼을 강요치 않겠다고 말했고 그녀가 한양에 머무는 것을 허락했다.
이영희는 세명의 독실한 교우들과 함께 포도청에 자수했다. 그들은 모두 포도청과 형조에서 수차례의 극심한 형벌과 고문을 받고도 배교치 않았으므로, 사형을 선고 받았다. 그녀는 1839년 7월 20일에 서소문 밖에서 일곱 명의 교우들과 함께 참수되었다. 그렇게 천국의 배우자가 그녀에게 순교의 영관을 씌워줬을 때 그녀의 나이 31세였다.

## 시복 · 시성
이영희 막달레나는 1925년 7월 5일에 로마 성 베드로 광장에서 교황 비오 11세가 집전한 79위 시복식을 통해 복자 품에 올랐고, 1984년 5월 6일에 서울특별시 여의도에서 한국 천주교 창립 200주년을 기념하여 방한한 교황 요한 바오로 2세가 집전한 미사 중 이뤄진 103위 시성식을 통해 성인 품에 올랐다.

## 참고 문헌
- (영어) Catholic Bishop's Conference Of Korea. 103 Martryr Saints: 이영희 막달레나 Magdalena Yi Yong-hui 보관됨 2014-10-06 - 웨이백 머신